# Кубок Таїланду з футболу 2022—2023
Кубок Таїланду з футболу 2022-23 — 30-й розіграш кубкового футбольного турніру в Таїланді. Титул вдруге поспіль здобув Бурірам Юнайтед.

## Календар
| Раунд                 | Дата                         | Матчі | Клуби     |
| --------------------- | ---------------------------- | ----- | --------- |
| Кваліфікаційний раунд | 21-28 вересня 2022           | 13    | 125 → 112 |
| Перший раунд          | 21 вересня - 5 жовтня 2022   | 48    | 112 → 64  |
| 1/32 фіналу           | 1-2 листопада 2022           | 32    | 64 → 32   |
| 1/16 фіналу           | 30 листопада - 1 грудня 2022 | 16    | 32 → 16   |
| 1/8 фіналу            | 8 лютого 2023                | 8     | 16 → 8    |
| 1/4 фіналу            | 1 березня 2023               | 4     | 8 → 4     |
| 1/2 фіналу            | 19 квітня 2023               | 2     | 4 → 2     |
| Фінал                 | 28 травня 2023               | 1     | 2 → 1     |

## 1/8 фіналу
| Команда 1             | Рахунок      | Команда 2            |
| --------------------- | ------------ | -------------------- |
| 8 лютого 2023         |              |                      |
| Поліс Теро            | 1:1 пен. 6:5 | Сісакет Юнайтед (3)  |
| Пхре Юнайтед (2)      | 2:1 дч       | Прайм Бангкок (3)    |
| Пхітсанулок (3)       | 1:2 дч       | Бангкок Юнайтед      |
| Патум Юнайтед         | 1:0          | Лампхун Ворріорс     |
| Чіанграй Юнайтед      | 1:0 дч       | Муанг Тонг Юнайтед   |
| Накхонратчасіма Мазда | 5:1          | Супханбурі (2)       |
| Утхайтхані (2)        | 1:2 дч       | Бурірам Юнайтед      |
| Порт                  | 4:0          | Чіангмай Юнайтед (2) |

## 1/4 фіналу
| Команда 1       | Рахунок | Команда 2             |
| --------------- | ------- | --------------------- |
| 1 березня 2023  |         |                       |
| Бангкок Юнайтед | 1:0     | Накхонратчасіма Мазда |
| Бурірам Юнайтед | 5:2     | Пхре Юнайтед (2)      |
| Патум Юнайтед   | 1:2     | Поліс Теро            |
| Порт            | 1:0     | Чіанграй Юнайтед      |

## 1/2 фіналу
| Команда 1       | Рахунок | Команда 2       |
| --------------- | ------- | --------------- |
| 19 квітня 2023  |         |                 |
| Бурірам Юнайтед | 2:0     | Порт            |
| Поліс Теро      | 0:4     | Бангкок Юнайтед |

## Фінал
| 28 травня 2023 14:00 (EEST) |

| Бангкок Юнайтед | 0:2      | Бурірам Юнайтед    |
| --------------- | -------- | ------------------ |
|                 | Протокол | Болінгі 18', 45+3' |

| Таммасат Стедіум, Патхумтхані Глядачів: 14 051 Арбітр: Віват Джумпаоон |